# 日本環球影城
日本環球影城（日語：ユニバーサル・スタジオ・ジャパン）位於日本大阪市，是世界5個環球影城主題公園之一，其設計與美國奧蘭多的環球影城相近，有部份機動遊戲相同，包括經典設施「侏羅紀公園」、「魔鬼終結者」、「蜘蛛俠」、「大白鯊」，另有「超級任天堂世界」及「哈利波特魔法世界」等園區。根據美國主題娛樂協會（TEA）與知名國際工程顧問公司 AECOM 2022年公布的「全球主題公園和博物館報告」，日本環球影城在全球主題樂園中排名第5位

## 沿革
日本環球影城所在地原為日立造船與住友金屬工業等重工業的工廠使用，工廠遷移後，以定期借地權方式租借予影城。
1998年10月28日由當時尚未擔任加州州長的美國動作演員阿諾·史瓦辛格主持動工儀式，2001年3月31日開幕。環球影城入場人士主要為日本國內遊客，或鄰近亞洲地區，如中國大陸、香港及台灣等亞洲各地區旅客。2005年，投資銀行高盛成為日本環球影城大股東，環球電影則佔有少量股權。2013年12月13日，香港太盟投資集團宣佈入股2億5千萬美元在日本環球影城的營運者身上，但是沒有透露所獲得的股權比例。
2017年2月28日康卡斯特宣布將以2,548億日圓（約22.7億美元）收購其尚未持有的日本環球影城（Universal Studios Japan，USJ）49%股權。

### 售票
自2025年後，影城不再提供現場售票，購票模式改採網路為主，購票管道除透過官方自身，另可和合作的其他業者採購。搭配售票模式改變，開辦門票取消保險制度，分為標準及高級方案，透過官方購票者，標準方案只理賠個人疾病及意外身故，高級方案可理賠同行者，理賠事由增加因臨時公務或需要照顧親人而無法前往影城者。

### COVID-19
2020年2月29日受到COVID-19疫情影響而休園，6月19日在日本政府解除紧急事态宣言後营业。

## 經營模式
與美國母公司採用電影主題不同，日本大阪更積極推動以動畫、遊戲等為主題的內容，這種經營方式使其業績提升，入場人數一度達到全世界第3名。該經營模式的成功也讓美國母公司重新調整內部設施，引入ONE PIECE及任天堂等系列主題。

## 主題園區
日本環球影城共有10個園區，分別是親善村、水世界、紐約區、哈利波特魔法世界、超級任天堂世界、侏羅紀公園、好萊塢區、舊金山區、環球奇境、小小兵樂園。哈利波特的魔法世界在2014年7月15日開幕當日由電影演員汤姆·费尔顿及伊凡娜·林奇出席，該區域的設施配置和奧蘭多環球影城的設施有多處相似。蜘蛛人驚世冒險在2024年1月底永久關閉。

## 資料來源
1. ↑   (PDF). aecom.   [2023-09-11]. （原始内容存档 (PDF)于2023-06-28）.
2. ↑  . 路透社. 2013年12月12日  [2014年1月16日]. （原始内容存档于2015年9月24日）.
3. ↑  Editorial, Reuters. . 路透.   [2017-05-21]. （原始内容存档于2017-06-10） （中文（中国大陆））.
4. ↑  ETtoday新聞雲. . ETtoday旅遊雲. 2025-05-05  [2025-05-10] （中文（繁體））.
5. ↑  ETtoday新聞雲. . ETtoday旅遊雲. 2025-04-24  [2025-05-10]. （原始内容存档于2025-04-25） （中文（繁體））.
6. ↑  .   [2020-07-28]. （原始内容存档于2021-02-05）.
7. ↑  .   [2020-07-28]. （原始内容存档于2020-06-30）.
8. ↑  . zh.cn.nikkei.com.   [2025-05-10].
9. ↑  . Universal Studios Japan.   [2025-05-10] （日语）.
10. ↑  . web.archive.org. 2014-09-12  [2025-05-10]. 原始内容存档于2014-09-12.
11. ↑  . ETtoday新聞雲. 2023-05-17  [2023-06-07]. （原始内容存档于2023-06-07）.

## 外部連結
- 日本環球影城官方的Facebook專頁